# Microserica hastata
Microserica hastata är en skalbaggsart som beskrevs av Brenske 1899. Microserica hastata ingår i släktet Microserica och familjen Melolonthidae. Inga underarter finns listade i Catalogue of Life.